# Mawu Corona
La Mawu Corona è una struttura geologica della superficie di Venere.